# Posterunek odstępowy
Posterunek odstępowy, posterunek blokowy – w transporcie kolejowym jest to posterunek następczy służący do regulacji następstwa pociągów w celu zachowania bezpiecznych odległości między nimi. Posterunki odstępowe dzielą szlak kolejowy na fragmenty zwane odstępami. Na danym odstępie może znajdować się tylko jeden pociąg – wpuszczenie kolejnego pociągu jest możliwe dopiero po zwolnieniu go przez poprzedni. Dzięki zastosowaniu posterunków odstępowych zwiększa się przepustowość szlaku. Na posterunku odstępowym pracuje dyżurny ruchu. Na liniach wyposażonych w wieloodstępową (samoczynną) blokadę liniową (SBL) funkcję posterunku odstępowego spełniają semafory samoczynnej blokady.
Posterunek odstępowy może być urządzony również z innymi punktami na szlaku, takimi jak:
- ładownia i przystanek osobowy
- przystanek służbowy
- przystanek osobowy

## Automatyczny posterunek odstępowy (APO)
Posterunek odstępowy sterowany komputerowo, na którym nastawienie semaforów następuje samoczynnie, nazywamy automatycznym posterunkiem odstępowym (APO). APO działa pod nadzorem dyżurnego ruchu sąsiedniego posterunku ruchu wskazanego w regulaminie technicznym